# Tricyphona (Tricyphona) diaphanoides
Tricyphona (Tricyphona) diaphanoides is een tweevleugelige uit de familie Pediciidae. De soort komt voor in het Palearctisch gebied.